# Моравски връх
Моравски връх (в миналото – Ченгене кале, местно название Ченгене каля или Калята) е връх в Малешевска планина, разположен недалеч от границата със Северна Македония.
Издига се на главното планинско било, на югоизток от връх Погледец. На изток от него се отдела Моравски рид, на югоизток - Каменишки рид. Надморската височина е 1630 метра. Върхът е заоблен. Северните му склонове се спускат стръмно към долината на Стара река, югоизточните и южните са по-полегати. От източните склонове на Моравски връх водят начало Добромирска река и Сливнишка река. Върхът е изграден от гнайси. Почвите са планинско-ливадни. Билото е обрасло с високопланинска тревна растителност, северните и южните склонове – с букови и иглолистни гори.
В Северна Македония погрешно се смята за най-източната точка на държавата, макар че връхната му кота се намира на българска територия.